# Альберто Алонсо
Альберто Хулио Райнери Алонсо (ісп. Alberto Julio Rayneri Alonso; 22 травня 1917, Гавана — 31 грудня 2007, Гейнсвілл, Флорида) — кубинський балетмейстер.

## Життєпис
Навчався на Кубі у Миколи Яворського, потім у Франції у Ольги Преображенської, Любові Чернишової, Станіслава Ідзіковського: Дебютував як танцівник 1935 року у складі Російського балету Монте-Карло. Потім танцював в Американському театрі балету — зокрема, заголовну партію в «Петрушці» Стравінського.
1941 року дебютував як хореограф. 1946 року разом зі своїм братом Фернандо Алонсо і його дружиною Алісією Алонсо заснував на Кубі балетну трупу, яка еволюціонувала в Національний театр балету Куби. Протягом багаторічної кар'єри балетмейстера активно вводив в класичну хореографію елементи іспанської та латиноамериканської народного танцю, ставив балети, комбінуючи твори різних композиторів («Концерт» на музику Й. Баха та Вівальді, «Ромео і Джульєтта» на музику Г. Берліоза та П'єра Анрі та ін)
.
У квітні 1967 р. на прохання Майї Плісецької поставив для неї в Великому театрі балет «Кармен-сюїта» на музику Родіона Щедріна, що став одним з найважливіших подій у розвитку російського балету середини XX століття. В серпні того ж року поставив в Гавані іншу редакцію балету для Алісії Алонсо (її партнером виступив брат Плісецької Азарій Плісецький); надалі, однак, Алісія Алонсо забороняла своєму родичу ставити «її» балет з іншими балеринами.
1991 року (за іншими даними, 1993) Алонсо покинув Кубу та влаштувався у Флориді. Він викладав в різних американських навчальних закладах, здійснив ряд постановок, а в 2005 р. приїжджав до Москви для участі у відновленні «Кармен-сюїти» на сцені Великого театру з Світланою Захаровою в головній партії, здійснене до 80-річчя Майї Плісецької.